# Jinxx
Jinxx est le nom de scène de Jeremy Miles Ferguson né le 7 janvier 1981 à Webster City, guitariste, violoniste, pianiste du groupe de rock américain Black Veil Brides. Il fait partie du groupe depuis 2009. Il a également fait partie des groupes The Dreaming, Amen, The Drastics et Cybergest.

## Biographie
Il a eu sa première guitare à deux ans et a commencé à jouer des spectacles avec son père à l'âge de huit ans. Il est fortement influencé par la musique classique et les compositeurs classiques, tels que Bach et Beethoven. Le premier album qu'il ait jamais possédé était ...And Justice for All de Metallica dont il a appris toutes les pistes.
Il se fiance à Sammi Doll le 21 juin 2011 et l'épouse le 20 octobre 2012.[réf. nécessaire] et divorce en juillet 2013.

## Matériels

### Guitares
Jinxx joue sur des guitares Evaline Custom, des B.C. Rich et des Schecter
- Evaline JX ouija board guitar (figure dans la vidéo Perfect Weapon)
- Evaline JX steampunk guitar
- BC Rich Pro Eagle X CJ Guitar Signature Pierce
- BC Rich Bich Pro X  (apparaît dans les clips Fallens Angels, Rebel Love Song et The Legacy)
- BC Rich Double Neck Bich  (figure également dans le clip The Legacy)
- BC Rich Bich Jinxx Pro X  (apparaît dans le clip Coffin)
- Schecter SLS blackjack solo 6 custom fr (micro Seymour Duncan blackout)
- Schecter "Recluse" Jinxx Signature

### Amplification
- Peavey amplification
- Fuchs amplification
- Marshall JCM 800 de (Jinxx et Jake ont utilisé ces amplificateurs pour enregistrer We Stitch These Wounds)

## Sources
- (en) Cet article est partiellement ou en totalité issu de l’article de Wikipédia en anglais intitulé « Jinxx » (voir la liste des auteurs).